# 고거기
고거기(구쥐지, 古巨基, Gu Juji, Leo Ku, 1972년 8월 18일 ~)는 중국의 가수 겸 배우다.

## 수상
- 2012년 제7회 아시아 모델상 시상식 아시아스타상